# Amgen
Amgen Inc., tidigare Applied Molecular Genetics, är ett amerikanskt multinationellt företag inom bioteknik och läkemedel. Företaget specialiserar på att forska och utveckla läkemedel mot främst allvarlig astma, psoriasis och småcelligt carcinom men även bland annat för benskörhet, blodbrist och ledinflammation. Amgen har verksamheter i 40 länder på fem kontinenter världen över.

## Historik
Företaget grundades den 8 april 1980 som Applied Molecular Genetics i Thousand Oaks i Kalifornien av venturekapitalisten William K. Bowes. Tre år senare namnändrades företagsnamnet till det nuvarande. Samtidigt meddelades det att företaget skulle bli börsnoterad.
Den 12 december 2022 meddelade Amgen att man hade för avsikt att förvärva Horizon Therapeutics för 26,4 miljarder amerikanska dollar. Den 16 maj 2023 offentliggjorde den federala konkurrensmyndigheten Federal Trade Commission (FTC) att man hade stämt Amgen och Horizon i federal domstol för att förhindra att affären genomförs eftersom det skulle ge Amgen möjligheter till att pressa upp priserna på Horizons mest populära läkemedel.